# 赫雷斯賽道
36°42′30″N 6°2′3″W / 36.70833°N 6.03417°W
赫雷斯-安赫尔·涅托賽道（西班牙語：Circuito de Jerez-Ángel Nieto），舊稱為赫雷斯赛道和赫雷斯永久賽道（西班牙語：Circuito Permanente de Jerez），是位於西班牙安達魯西亞赫雷斯-德拉弗龍特拉近郊的一條長4,428公尺（2.752英里）的賽道。

## 賽道歷史

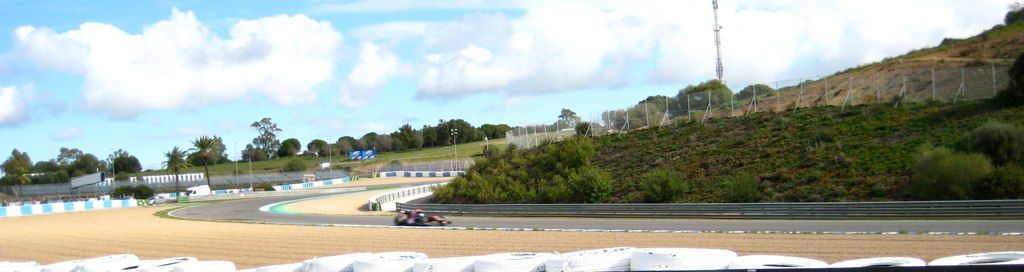
一級方程式賽車季前測試期間

2013年5月2日的消息指出，最後一號彎將以西班牙摩托車錦標賽世界冠軍豪爾赫·洛倫佐之名命名。

## 外部連結
- 官方网站